# Battle Rage: Mech Conflict
Battle Rage: Mech Conflict es un videojuego de mechas para disparos en tercera persona, acción y disparos Fue lanzado sólo en Norteamérica y Europa de Wii y sólo en Europa de Microsoft Windows por Destan Entertainment y Destineer Games en el año 2009. 

## Wii U y New 3DS
Battle Rage: Mech Conflict (バトルレイジ：メックコンフリクト) es un videojuego de mechas para disparos en tercera persona, acción y disparos de Wii U y New Nintendo 3DS en Desarrollo y Publicado por Nintendo Próximamente en los años 2015 y 2016. 
- Datos: Q21001786